# José Luis Pavoni
José Luis Pavoni (Rosario, Argentina, 23 de mayo de 1954) es un exfutbolista argentino que se desempeñaba en la posición de defensor, jugador aguerrido y fuerte. Comenzó su carrera como futbolista en el Club Río Negro de Rosario, jugó en Newell's Old Boys, River Plate, Pumas de la UNAM y en Argentinos Juniors. Es uno de los pocos jugadores en la historia del fútbol, que fue campeón en los 4 clubes que jugó, tanto en campeonatos nacionales  como internacionales, además fue campeón de la Copa Libertadores de América de 1985 con Argentinos Juniors y campeón de la Copa de Campeones de la Concacaf con los UNAM Pumas en 1982.
Fue internacional con la selección de fútbol de Argentina en la Copa América de 1975 a los 21 años.

## Clubes
| Club               | País      | Año       |
| ------------------ | --------- | --------- |
| Newell's Old Boys  | Argentina | 1973-1977 |
| River Plate        | Argentina | 1978-1981 |
| UNAM Pumas         | México    | 1982      |
| Argentinos Juniors | Argentina | 1983-1988 |

## Palmarés

### Campeonatos nacionales
| Título           | Equipo             | País      | Año    |
| ---------------- | ------------------ | --------- | ------ |
| Primera División | Newell's Old Boys  | Argentina | M-1974 |
| Primera División | River Plate        | Argentina | M-1979 |
| Primera División | River Plate        | Argentina | N-1979 |
| Primera División | River Plate        | Argentina | M-1980 |
| Primera División | River Plate        | Argentina | N-1981 |
| Primera División | Argentinos Juniors | Argentina | M-1984 |
| Primera División | Argentinos Juniors | Argentina | N-1985 |

### Copas internacionales
| Título                           | Equipo             | Sede             | Año  |
| -------------------------------- | ------------------ | ---------------- | ---- |
| Copa de Campeones de la CONCACAF | UNAM Pumas         | Ciudad de México | 1982 |
| Copa Libertadores                | Argentinos Juniors | Asunción         | 1985 |
| Copa Interamericana              | Argentinos Juniors | Puerto España    | 1986 |